# Italian American Museum of Los Angeles
L'Italian American Museum of Los Angeles ("Museo Italoamericano di Los Angeles") o IAMLA, è un museo situato nel distretto storico El Pueblo de Los Ángeles Historical Monument della Downtown di Los Angeles, in California. È dedicato alla storia degli italoamericani e degli italiani negli Stati Uniti (in particolare nel sud della California).

## Sede
Il museo si trova nell'Italian Hall, un edificio storico censito nel National Register of Historic Places , costruito nel 1908 per fungere da centro culturale per la comunità italiana e che fu sede di innumerevoli eventi della stessa .  Si trova all'estremità meridionale dell'attuale Chinatown, in quello che un tempo fu il centro di Little Italy, di cui rappresenta la struttura più antica ancora esistente..

## Storia
Il progetto del museo nacque nel 1988, con una raccolta fondi per il restauro dell'Italian Hall che raccolse in breve tempo quasi 2 milioni di dollari. nel 1993 fu fondata la Historic Italian Hall Foundation, associazione che si occupa di finanziare il progetto. Il museo fu infine inaugurato nel 2016.

## Esposizione ed eventi
L'Italian American Museum è un museo interattivo costituito da un'esposizione permanente e da una serie di mostre temporanee. Presenta mostre storiche e artistiche, una storia orale e un archivio di ricerca. L'esposizione permanente è disponibile anche sul Google Cultural Institute.
Ogni anno, il museo sponsorizza la raccolta fondi annuale Taste of Italy Los Angeles, una celebrazione della storia, della cultura e della cucina italoamericana e italiana, che si svolge in ottobre e attira migliaia di partecipanti.